# ماریو ماتیکاینن-کالستروم
ماریو ماتیکاینن-کالستروم (انگلیسی: Marjo Matikainen-Kallström؛ زادهٔ ۳ فوریهٔ ۱۹۶۵) سیاستمدار و اسکی‌باز صحرانوردی سابق اهل فنلاند است.